# Трёхдоменная система

Филогенетическое древо, построенное на основании анализа рРНК, показывает разделение бактерий, архей и эукариот

Трёхдоменная система — биологическая классификация, предложенная в 1977 году Карлом Вёзе. Она разделяет клеточные формы жизни на три домена: археи, бактерии и эукариоты. В частности, особенное внимание в ней уделяется разделению прокариот на две группы, первоначально названные Эубактерии (сейчас Бактерии) и Архебактерии (сейчас Археи). Вёзе утверждал, основываясь на различиях в генах 16s рРНК, что эти две группы и эукариоты отделились от общего предка с плохо развитым генетическим аппаратом, которого часто называют прогенотом. Чтобы показать это отделение, Вёзе присвоил каждой группе статус домена и разделил их на несколько царств. Сначала Вёзе использовал термин «царство» для филогенетических групп самого высокого порядка, но сейчас (с 1990 года) для этого применяют термин «домен».
В апреле 2016 года в журнале Nature Microbiology группой учёных была опубликована дополненная и отредактированная версия «древа жизни». В ней большая часть ветвей принадлежит бактериям, многие из которых живут в грязи и луговых почвах. Также эта работа ещё раз подтвердила, что эукариоты и археи тесно связаны.

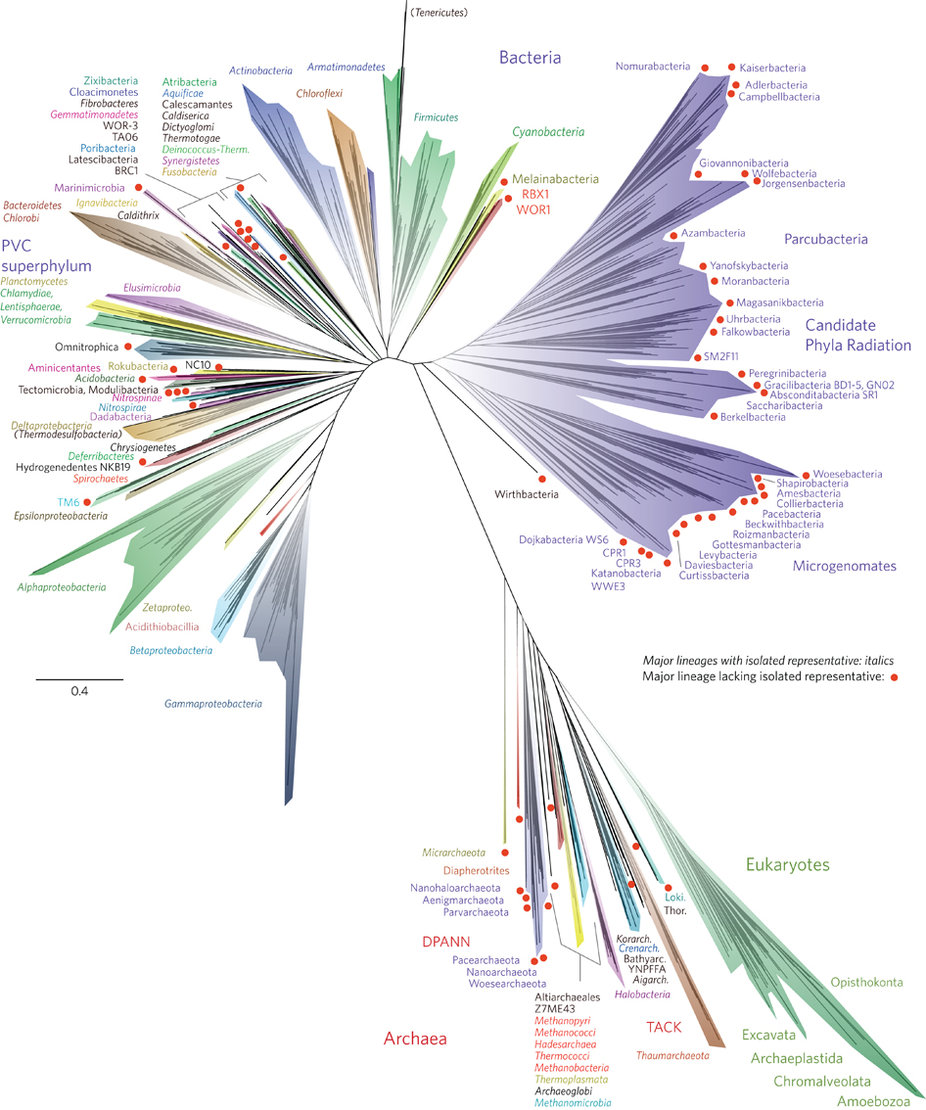
Новая версия филогенетического дерева по данным Nature Microbiology за 2016 год.

## Классификация
Трёхдоменная система добавляет новый уровень классификации над царствами, принятыми в системе 5 или 6 царств. Классификация признаёт фундаментальное различие между двумя группами прокариот, считая архей более близкими эукариотам, чем бактериям. В настоящее время система выделяет следующие царства в каждом домене:
Домен Археи. От эубактерий отличаются по особенностям РНК и биохимии. Они обладают уникальной древней эволюционной историей, поэтому их считают одними из древнейших организмов на Земле. Часто их также именуют архебактерии. Нередко их характеризуют как обитателей экстремальных сред.
- Царство Архебактерии. Примеры:
  - Метаногены — в процессе метаболизма преобразуют водород и углекислый газ в метан
  - Галофилы — прекрасно живут в солёных средах
  - Термоацидофилы — процветают в сильнокислых местах и при высоких температурах (до 120 °С)

Домен Бактерии. Прокариоты, не имеют ядерной мембраны. К ним относят большинство известных патогенных прокариот (см. для исключений), изучены значительно подробнее архей.
- Царство Эубактерии (Eubacteria). Примеры:
  - Цианобактерии (Cyanobacteria) — фотосинтезирующие бактерии
  - Спирохеты (Spirochaetales) — грамотрицательные бактерии, включающие возбудителей сифилиса и болезни Лайма
  - Фирмикуты (Firmicutes) — грамположительные бактерии, к которым относят и Bifidobacterium animalis, обитающую в толстом кишечнике человека

Домен Эукариоты. Есть ядерная мембрана, появляются различные мембранные органеллы.
- Царство Грибы (Fungi). Примеры:
  - Сахаромицеты (Saccharomycotina) — в том числе настоящие дрожжи
  - Базидиомицеты (Basidiomycota) — в том числе шляпочные грибы

- Царство Растения (Plantae). Примеры:
  - Моховидные (Bryophyta) — в том числе кукушкин лён, сфагнум
  - Цветковые (Angiospermae)

- Царство Животные (Animalia). Примеры:
  - Членистоногие (Arthropoda) — насекомые, паукообразные, ракообразные
  - Хордовые (Chordata) — в том числе позвоночные; к этому типу относится человек

- Царство Протисты (Protista) (вероятно, является парафилетическим и требует разделения на другие таксоны). Примеры:
  - Инфузории (Ciliophora), в том числе инфузория-туфелька
  - Саркомастигофоры (Sarcomastigophora), в том числе амёба протей

Представители каждого из трёх доменов имеют свои особенности, благодаря которым они занимают определённые экологические ниши и выполняют конкретные функции. Многие бактерии являются, наряду с грибами, редуцентами, то есть разлагают органические останки, а также вызывают различные заболевания. Археи приспособились к различным суровым местообитаниям, как то: высокая температура, повышенная кислотность или содержание серы и т. п. Кроме того, они используют огромное количество всевозможных источников энергии. Эукариотические клетки более сложно организованы и пластичны, что позволило им объединяться в высокоорганизованные клеточные ансамбли. Это стало началом многоклеточных организмов. Действительно, разнообразие органелл клеток эукариот возникло, возможно, в результате слияния клеток, выполняющих разные функции.